# Messier 81

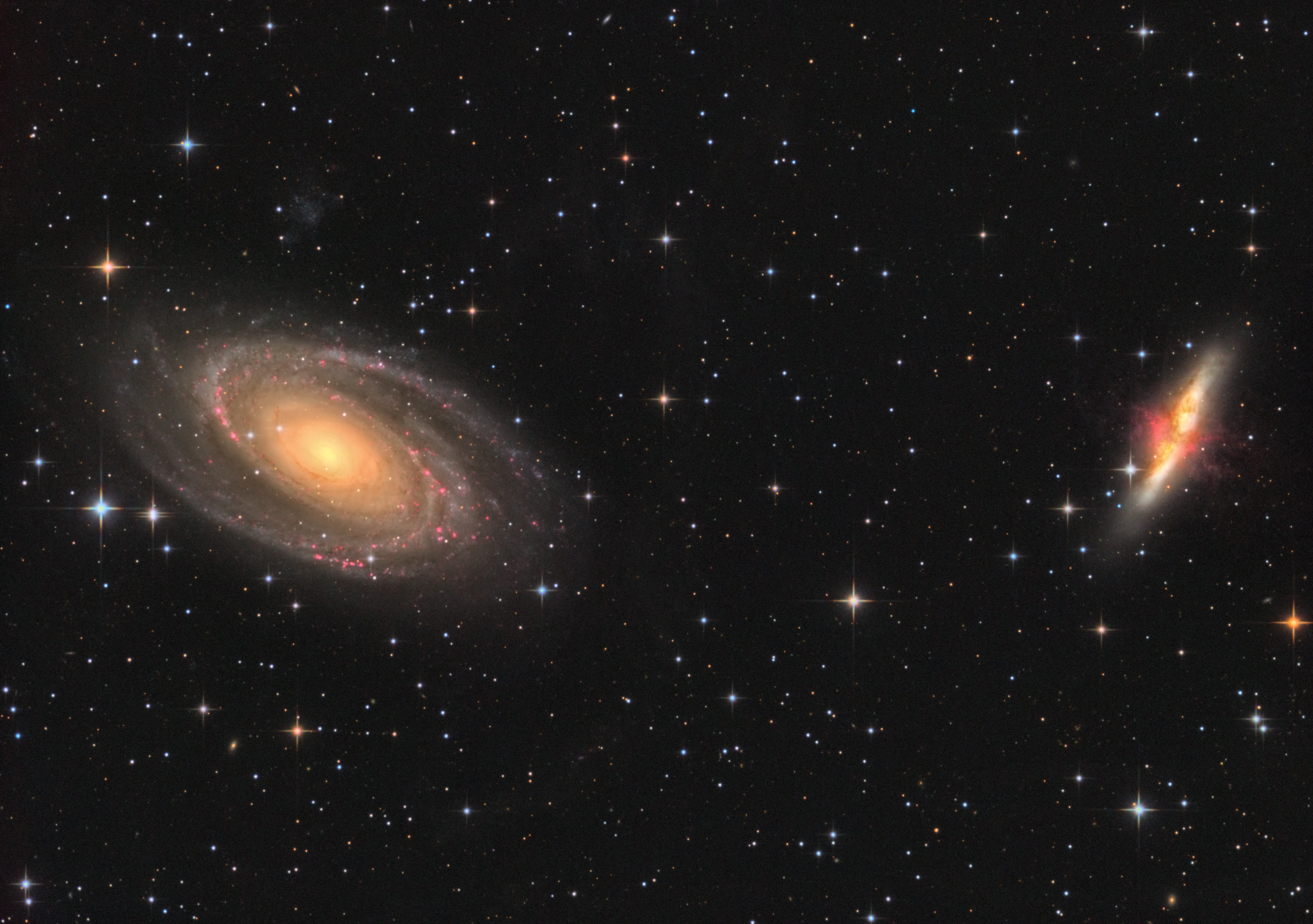
M81 a 82 amatérským dalekohledem

Messier 81 (také M81, Bodeho galaxie nebo NGC 3031) je spirální galaxie v souhvězdí Velké medvědice, která byla objevena Johannem Elertem Bodem 31. prosince 1774 společně s nedalekou galaxií M82.
Obě galaxie jsou spolu s NGC 2403 nejjasnějšími členy skupiny galaxií M 81.
M81 je od Země vzdálená 12 miliónů světelných let a se svou magnitudou 6,9 a úhlovými rozměry 24,9'x11,5' patří mezi nejvýraznější galaxie.

## Pozorování

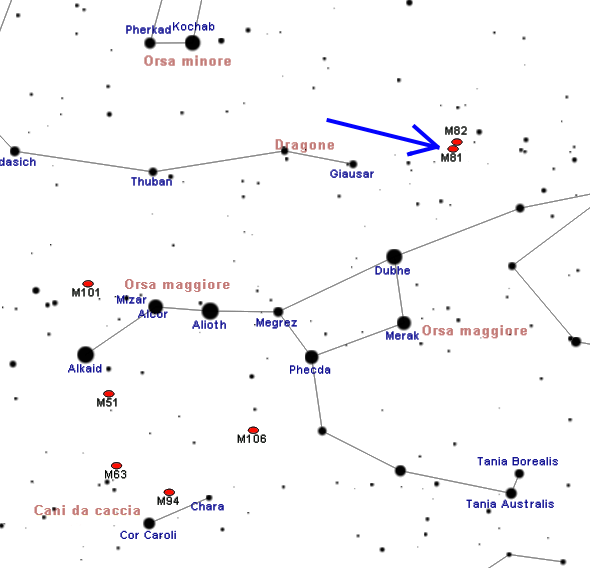
Poloha M 81 v souhvězdí Velké medvědice.

M81 je díky své blízkosti k Zemi velmi jasnou galaxií a za podmínek velmi příznivých astronomickému pozorování může být pozorována i obyčejným triedrem. Malé dalekohledy o průměru 60 až 80 mm ji ukážou jako světlou skvrnu dlouhou několik úhlových minut a protaženou od severo-severozápadu na jiho-jihovýchod. Střední dalekohled s průměrem 150 mm umožní pozorovat nějaké podrobnosti jádra, které je mnohem jasnější než okrajové oblasti, rozplývající se postupně v jasu oblohy. Dalekohledy o průměru 250 až 300 mm pak ukážou i základní tvar ramen jako proměnný jas hala kolem jádra.
Na fotografiích s dlouhou závěrkou nebo složených fotografiích je v okolí M81 a M82 vidět široká síť propletených mlhavých vláken – tato rozsáhlá soustava plynu a tmavého prachu je spojena i s mlhovinami, které patří k Mléčné dráze.
M82 je možné najít 35' severně od M81 a 45' jihovýchodně od M81 se nachází o něco slabší galaxie NGC 3077. Třetí výrazný člen této skupiny galaxií, NGC 2403, leží až v sousedním souhvězdí Žirafy.
Galaxie M81 má velkou severní deklinaci, proto je na velké části severní polokoule cirkumpolární, a to až za obratník Raka, tedy v celé Evropě a severní Americe. Naopak na jižní polokouli je pozorovatelná pouze blízko rovníku. Nejvhodnější období pro její pozorování na večerní obloze je od ledna do srpna.

## Historie pozorování
Galaxii poprvé pozoroval Johann Elert Bode 31. prosince 1774 a na jeho počest po něm byla později pojmenována. Jejím dalším pozorovatelem byl Charles Messier, který ji roku 1781 přidal do svého katalogu, ve které ji popsal jako mírně oválnou mlhavou skvrnu a nejjasnější uprostřed. Max Wolf roku 1914 objevil, že se tato galaxie otáčí (byla tak první mezi spirálními galaxiemi) a rychlost jejího otáčení odhadl na 300 km/s.

## Vlastnosti

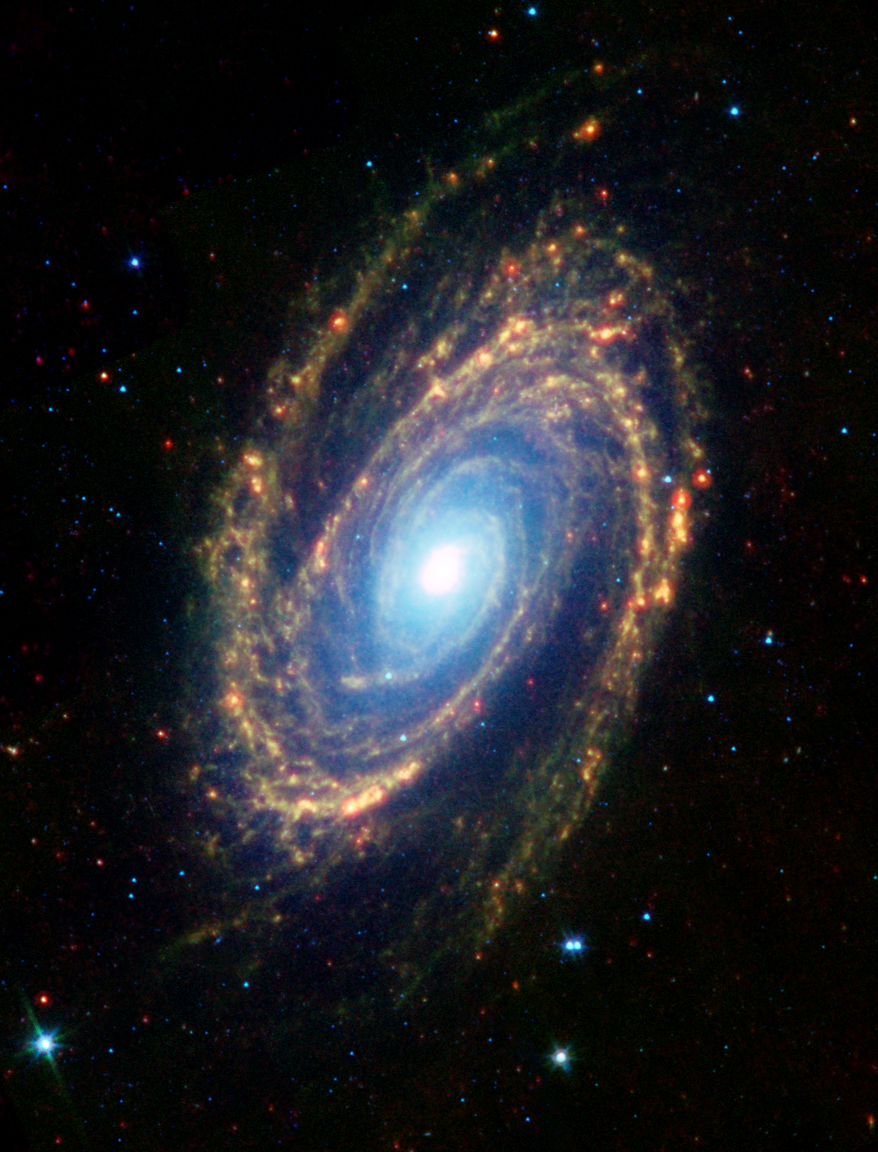
Infračervený snímek M 81 ze Spitzerova vesmírného dalekohledu. Modrá barva představuje záření hvězd 3,6 µm. Zelená barva ukazuje záření 8 µm pocházející z polyaromatických uhlovodíků v mezihvězdném prostředí a červená představuje záření 24 µm z horkého prachu v mezihvězdném prostředí. Autor: NASA/JPL-Caltech/K. Gordon/S. Willner/N.A. Sharp

Počet hvězd v galaxii M81 se odhaduje na přibližně 250 miliard a je tedy trochu menší než Mléčná dráha. Spolu se sousední nepravidelnou galaxií M82 jsou nejdůležitějšími členy skupiny galaxií M 81, ve které je M81 ústředním členem. Vypadá to, že před několika desítkami milionů let se obě galaxie střetly a M82 má z toho důvodu pokřivený vzhled. Od té doby se obě galaxie navzájem vzdálily a dělí je asi 150 tisíc světelných let. Vzdálenost galaxie je dobře známa a odhaduje se na 12 milionů světelných let. K přesnému odhadu vzdálenosti přispěl velký počet objevených cefeid – mnoho jich našel Hubbleův vesmírný dalekohled – a také upřesnění žebříčku vesmírných vzdáleností díky satelitu Hipparcos.

### Mezihvězdný prach
Většina infračerveného záření galaxie pochází z mezihvězdného prachu.
Tento prach se nachází zejména v galaktických spirálních ramenech a bylo zjištěno, že s jeho umístěním souvisí oblasti tvorby hvězd. Právě zrozené mladé jasné modré hvězdy ohřívají tmavý prach a ten poté infračerveně září.

### Supernovy
V této galaxii se 28. března 1993
objevila supernova typu IIb s názvem SN 1993J a největší magnitudou 10,2.
V té době byla v absolutním měřítku druhou nejjasnější objevenou supernovou typu II.
Vlastnosti spektra této supernovy se postupem času měnily. Na začátku mělo spektrum typické vlastnosti supernov typu II s výraznými spektrálními čarami vodíku, ovšem postupně tyto čáry zeslábly a objevily se čáry helia, takže se spíše podobalo spektru supernovy typu Ib.
Navíc se časový průběh jasu této supernovy lišil od průběhu pozorovaného u jiných supernov typu II
a připomínal spíše typ Ib.
Byla proto zatříděna jako typ IIb, tedy přechod mezi typem II a typem Ib. Vědecké závěry odvozené z jejího pozorování naznačují, že supernovy typu Ib a Ic vznikají výbuchem obřích hvězd, a to podobným způsobem jako supernovy typu II.
Tato supernova byla také použita k upřesnění vzdálenosti galaxie M81.
Ústředí astronomických telegramů vydalo seznam nov, které byly v této galaxii objeveny po roce 2000.

## Sousední galaxie

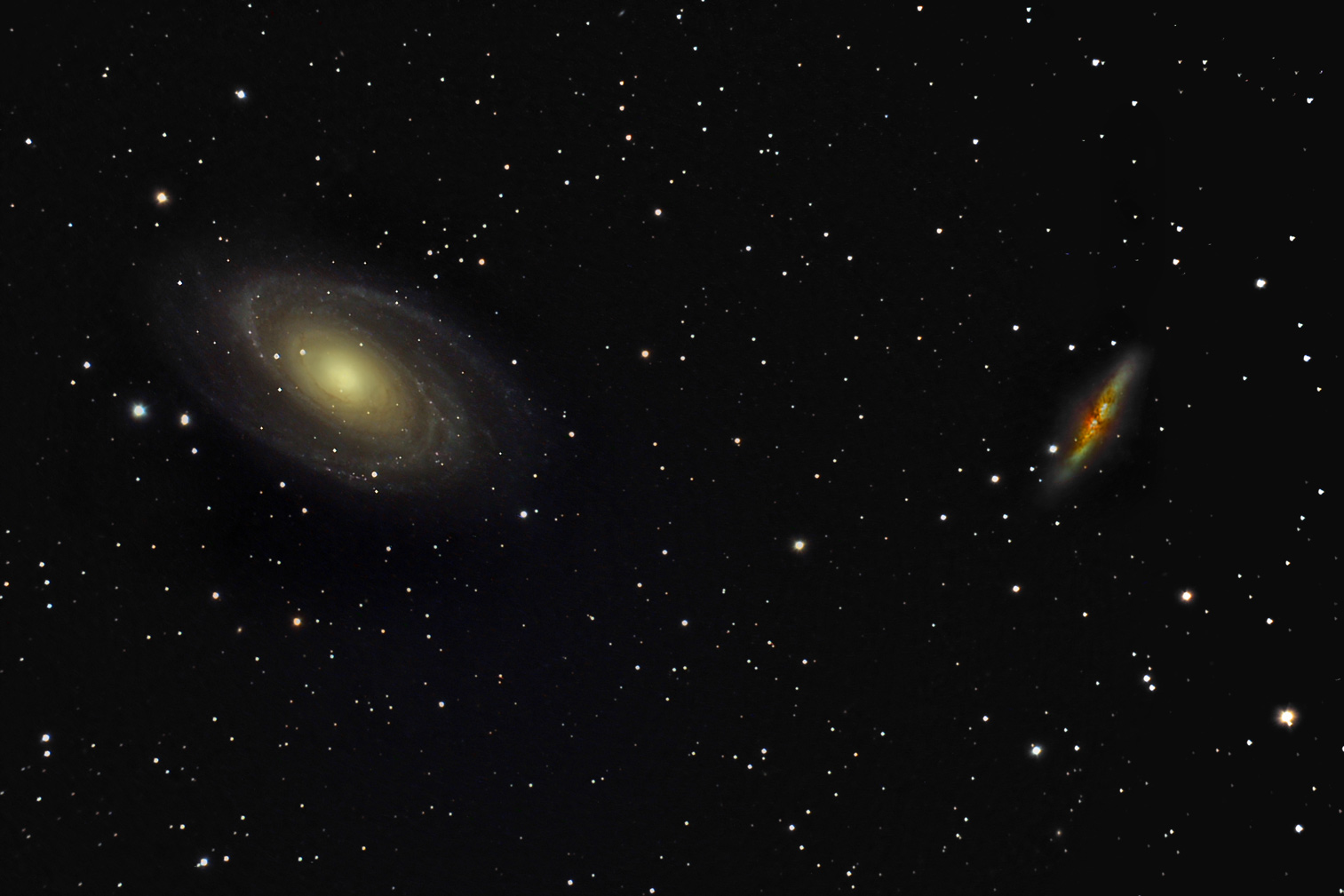
M81 (vlevo) a M82 (vpravo). M82 je jedna z dvojice galaxií silně vázaných k M81. Tou druhou je NGC 3077 a nacházela by se nad horním okrajem snímku. Autor: Scott Anttila.

M81 je největším členem skupiny galaxií M 81, skupiny čítající 34 galaxií v souhvězdí Velké medvědice.
Průměrná vzdálenost této skupiny je asi 11,7 milionů světelných let (3,6 milionů parseků) a patří tak mezi galaktické skupiny nejbližší k Místní skupině galaxií.
M81 a sousední galaxie M82 a NGC 3077 na sebe vzájemně působí.
Tímto působením bylo ze všech tří galaxií strženo malé množství plynného vodíku, které vytvořilo vláknité útvary spojující tyto galaxie. Zpětný pád části tohoto plynu do galaxií M82 a NGC 3077 v nich spustil velkou hvězdotvornou činnost.